# Lambeosaurini
I Lambeosaurini è una delle quattro tribù di lambeosaurinae, precedentemente conosciuta come Corythosaurini, è un gruppo di dinosauri hadrosauridi vissuti in Nord America e in Asia. Essa è definita come "tutti i lambeosaurini più vicino a Lambeosaurus lambei che a Parasaurolophus walkeri".
Attualmente contiene i seguenti generi; Corythosaurus (dal Deer Red River, Canada), Hypacrosaurus (dall'Alberta, Canada, e dal Montana, Stati Uniti), Lambeosaurus (Canada), Magnapaulia (dalla Bassa California, Messico), Nipponosaurus (dal Sakhalin, Russia), Olorotitan (dal fiume Amur, Russia), Sahaliyania (anch'esso dal fiume Amur, tuttavia in Cina), e Velafrons (da Coahuila, Messico). Il gruppo potrebbe anche includere l'Angulomastacator (dal Rio Grande, Texas) e l'Amurosaurus (anch'esso dal fiume Amur, Russia).